# 犯罪客观要件
犯罪客观要件、犯罪客观因素（objective elements of crime），在犯罪四要件理論之中，是指刑法规定的构成犯罪在客观活动方面所必须具备的条件。它由刑法规定，说明某种犯罪是透过什么行为、在什么情况下对刑法所保护的社会关系造成了什么后果。
犯罪客观因素分为两类：
- 必要条件：危害行为、危害结果，以及危害行为与危害结果之间的因果关系。
- 选择条件：犯罪的时间、地点、方法等等

## 危害行为

### 概念
任何一种犯罪都必须有人的行为，没有行为就没有犯罪。所谓“我只是由于表现自己，只是由于踏入现实的领域，我才进入收立法者支配的范围。对于法律来说，除了我的行为以外，我是根本不存在的，我根本不是法律的对象。”
生活在社會中的人，以破壞社會為目的的行為。

### 特征
- 必须是对社会有危害性，为刑法所禁止的行为。
- 必须是表现人的犯罪心理态度的行为。无意识行为不是刑法意义上的危害行为。

### 表现形式

#### 作为
行为人积极实施刑法所禁止的危害社会的行为。

#### 不作为
行为人消极的不去实施自己有义务实施的行为。

#### 持有
对物品的控制状态，通常起始于作为，之后以不作为维持其存在形态。

### 作用
危害行为是犯罪成立的必要条件，无危害行为则无犯罪。它是犯罪客观方面中的核心。要素在整个犯罪构成体系中具有重要的作用，是犯罪构成体系中联系犯罪主观性要件与客观性要件的中介。

## 犯罪对象
犯罪对象是指犯罪行为所直接作用的具体人或者具体物。

## 危害结果
危害结果是指犯罪行为对犯罪客体所造成的客观损害。

## 因果关系
危害行为是危害结果产生的原因，危害结果是危险行为造成的结果。这种危害行为与危害结果之间的联系被称为刑法中的因果关系。行为人的危害行为与危害结果之间有因果关系，是行为人对危害结果负刑事责任的根据，但不能认为只要行为与结果之间存在刑法上的因果关系，行为人就应当负刑事责任，因为还要考察主观要件和主体要件。